# أق قباق وسطي
أق قباق وسطي هي قرية في مقاطعة بارس أباد، إيران. عدد سكان هذه القرية هو 123 في سنة 2006.